# 中国晶体学会
中国晶体学会是中华人民共和国晶体学工作者组成的群众性学术团体，是中国科学技术协会主管的社会团体，1993年8月成立。历届理事长为唐有祺、闵乃本、饶子和、林建华、高松。